# Педру (херцог на Коимбра)
Педру де Коимбра (на португалски: Pedro de Portugal; 9 декември 1392 – 20 май 1449) е португалски принц от династията Авис, втори син на крал Жуау I (1357 – 1433) и Филипа Ланкастър (1359 – 1415), дъщеря на Джон Гонт, херцог на Ланкастър. Той е херцог на Коимбра и регент на Португалия (1440 – 1448). Брат на Енрике Мореплавателя и крал Дуарте Красноречивия.

## Обсада на Сеута
През 1415 г. Педру заедно с баща си крал Жуау и братята си Енрике и Дуарте участва във военната кампания в Мароко, по време на която е превзета крепостта Сеута. В сраженията под стените на Сеута Педру проявява изключителна смелост и е посветен в рицарство заедно с братята си. Крал Жуау му дава титлата херцог на Коимбра, а на брат му Енрике – херцог на Визеу. Впоследствие Енрике оглавява португалския Орден на Христос, наследил ордена на тамплиерите.

## Европейска обиколка
От 1418г. до 1428 г. португалския принц започва своето голямо пътуване "Longa Viagem", като в продължение на десет години посещава Константинопол, Светите земи и редица европейски кралства. Във Валядолид инфанта се среща с краля на Кастилия Хуан II, в Унгария е приет в двора на император Сигизмунд Люксембургски. В Англия получава Ордена на жартиерата от крал Хенри VI. Във Фландрия, прекарва две години в двора на херцога на Бургундия Филип Добрия, като му предлага сестра си Изабела за жена. Херцога изпраща делегация в Португалия, в която е включен известният художник Ян ван Ейк, за да нарисува портрет на принцесата. Така благодарение на него, през 1430 г. е сключен брак между Филип Добрия и Изабела Португалска. През 1428 г. португалския принц посещава Венеция, където дожът Франческо Фоскари му подарява екземпляр от книгата на известния пътешественик Марко Поло. По-късно Педру дава това копие и карти на венецианските търговски пътища на изток на по-малкия си брат Енрике Мореплавателя. След Венеция отива в Рим, където е приет от папа Мартин V, а оттам пристига в Барселона, където преговаря за брака на брат си Дуарте с Елинор Арагонска, след което се връща в Португалия.

## На Балканите
Между 1426 г и 1428 г. Педру де Коимбра пребивава в Унгария по покана на император Сигизмунд Люксембургски, като постъпва на служба при него. Начело на неголям португалски контингент, принцът кръстоносец участва в унгарските военни кампании срещу хуситите в Бохемия и срещу турците в Сърбия и Влахия, като за заслугите си към короната получава херцогство Тревизо в Северна Италия. През 1426 г. император Сигизмунд изпраща армията си в помощ на сръбския деспот Стефан Лазаревич, чиито земи са нападнати от турците. През септември край крепостта Голубац в Сърбия силите на италианския кондотиер Филипо Сколари и португалския отряд на дон Педру разбиват турците в тежко сражение, при което и двете страни дават много жертви. Това е последната военна кампания на Сколари, който получава сърдечен удар и през декември умира в Липа. През пролетта на 1427 г. Сигизмунд изпраща отново унгарски войски във Влахия в помощ на друг свой васал – влашкия воевода Дан II. Целта е да бъде свален от трона братовчедът на Дан – воеводата Раду II Празна глава, който се ползва с военна подкрепа от турците и е тяхна марионетка. Императорът поверява командата на Йоан Мароти (бан на Мачва и член на Ордена на Дракона), Владислав Благай, Педру де Коимбра и Никола Цаки (член на Ордена на Дракона), като унгарците навлизат във Влахия и я превземат крепостта Гюргево. Кампанията е успешна и Дан II, след като убива Раду, е възстановен на трона.

## Регент
След смъртта на по-големия си брат, крал Дуарте I, и по време на непълнолетието на Афонсу V, херцогът на Коимбра е избран от кортесите за регент на Португалия през 1440 г. Той инициира публикуването на законодателен сборник, известен като "Законите на Афонсу V". Педру запазва влиятелната си позиция за известно време дори след пълнолетието на краля, но след това, заподозрян, че иска да узурпира короната за себе си, той е обявен за предател. През 1446 г., Афонсу V навършва пълнолетие и Педру предава управлението на Португалия на младия крал. През 1448 г. херцога окончателно е отстранен от власт под влиянието на другия чичо на краля - Афонсу I, херцог на Браганса (1377 – 1461), който му препоръчва да анулира всички мерки, предприети от Педру по време на регентството му. В страната избухва гражданска война. На 20 май 1449 г. в битката при Алфаробейре във Виалонга , Педру де Коимбра пада убит, противопоставяйки се на крал Афонсу V.

## Семейство
През 1429г.  Педру се жени за Изабела Урхел (1409—1459), дъщера на  Хайме II (1380—1433), граф на Урхел (1408—1413), и Изабела Арагонска (1376—1424). Децата им са:
- Педру де Коимбра (1429—1466), 5-и конетабъл на Португалия и 3-и велики магисър на Ордена на Авис, претендент за короната на Арагон (1463—1466)
- Жуау де Коимбра (1431—1457), принц на Антиохия, през 1456г. се жени за Шарлот де Лузинян (1444—1487),  кралица на Кипър (1458—1460)
- Изабела де Коимбра (1432—1455), през 1447г.  се жени за крал Афонсу V (1447—1455) и става кралица на Португалия.
- Жайме де Коимбра (1434—1459), кардинал и архиепископ на Лисабон.
- Беатриш де Коимбра (1435—1462), през 1453г. се жени за Адолф де Клеве (1425—1492), сеньор на Рафенштейн
- Филипа де Коимбра (1437—1493), монахиня